# 1971年の国際連合事務総長の選出
1971年の国際連合事務総長の選出は、2期務めた後に退任するウ・タントの後任を選出するために行われた。
アルゼンチンのカルロス・オルティス・デ・ロサス、オーストリアのクルト・ヴァルトハイム、フィンランドのマックス・ヤコブソンの3人が有力な候補者だったが、最初の2回の投票では、この3人全員に拒否権が行使された。3回目の投票では、3つの常任理事国が票の調整に失敗して棄権したため、拒否権が行使されなかったヴァルトハイムが1972年1月1日からの任期で次期国連事務総長に選出された。

## 背景
国際連合事務総長は、安全保障理事会の勧告に基づき、総会で任命される。5つの常任理事国は拒否権を行使することができる。NATOやワルシャワ条約機構の加盟国の国民は、対立する超大国から拒否権を行使されるため、事実上この職に就くことができない。拒否権を免れることが期待できるのは、中立国の外交官だけだった。
1971年1月18日、ウ・タント事務総長は再選を求めないと発表した。ウ・タントは、前任者のダグ・ハマーショルドが飛行機事故で亡くなった1961年から事務総長を務めていた。ソ連やフランス、第三世界の国々は、アパルトヘイトや植民地主義に強く反対していたウ・タントを少なくともあと1年は起用したいと考えていた。しかし、ウ・タントは「自分の決断は最終的なものであり、断固としたものである」と宣言し、「たった2か月でも」任期を超えて務めることはないと述べた。アメリカは、行政上の問題やベトナム戦争への反対などを理由に、ウ・タントの再任に反対し、拒否権の行使も辞さないとした。

## 候補者
| 公式の候補者 | 公式の候補者                         | 公式の候補者                                       | 公式の候補者 | 公式の候補者                     | 公式の候補者 |
| ------------ | ------------------------------------ | -------------------------------------------------- | ------------ | -------------------------------- | --- |
| 肖像         | 候補者                               | 地位                                               | 指名国       | 地域グループ                     | 備考 |
|              | サドルッディーン・アーガー・ハーン   | 国連難民高等弁務官                                 | アメリカ     | アジア・太平洋グループ           | フランス、イラン、スイスの3か国の国籍を持つが、アメリカが指名した。                                                                                        |
|              | ハミルトン・シャーリー・アメラシンゲ | セイロン国連大使                                   | セイロン     | アジア・太平洋グループ           | |
|              | フェリペ・ヘレーラ                   | 米州開発銀行総裁 (1960–1970)                       | チリ         | ラテンアメリカ・カリブ海グループ | |
|              | グンナル・ヤリング                   | 国連中東特別代表(1967–1971) 駐ソ連スウェーデン大使 | ソビエト連邦 | 西ヨーロッパ・その他グループ     | スウェーデン人であるが、ソ連がヤコブソンに代わる北欧出身者として指名した。立候補はしないが、安全保障理事会で全会一致で選ばれた場合には就任すると宣言した。 |
|              | マックス・ヤコブソン                 | フィンランド国連大使                               | フィンランド | 西ヨーロッパ・その他グループ     | |
|              | エンダルカチュー・マコンネン         | エチオピア通信大臣 元エチオピア国連大使            | エチオピア   | アフリカグループ                 | [ 10 ] |
|              | クルト・ヴァルトハイム               | 国連宇宙空間平和利用委員会議長                     | オーストリア | 西ヨーロッパ・その他グループ     | |

## 選挙戦
1月20日、フィンランドのマックス・ヤコブソンが立候補を表明した。ヤコブソンは反植民地主義を強く主張していたため、アフリカの新独立国からも支持されていた。アメリカとイギリスも支持したが、フランスは、ヤコブソンがフランス語を話せないことを問題視していた。アラブ諸国の外交官は、パレスチナ難民委員会議長を務めていた時の公正さを内心では賞賛していた。しかし、アラブ諸国とソ連は、ヤコブソンがユダヤ人であることを理由に、彼がシオニストからの圧力にさらされると考えていた。西側諸国の外交官は、フィンランドとソ連の関係に関するヤコブソンの意見を聞いてソ連が反対したのだと考えていたが、ソ連の外交官ビクトル・イスラリアンは、アラブ諸国のためにソ連がヤコブソンに対する拒否権を行使したことをその数十年後に明らかにした:206–207。
オーストリアのクルト・ヴァルトハイムは、以前から事務総長の地位に興味を持っていると噂されていた。同年4月に行われたオーストリア大統領選挙で、現職のフランツ・ヨナスに敗れた後、ヴァルトハイムは国連事務総長の座を目指すようになった。6月16日、ヴァルトハイムはアメリカ国務省に電話をかけ、立候補の意思があることを知らせた。ヴァルトハイムはヤコブソンと違ってフランス語が堪能であり、フランスの票を当てにしていた。ヴァルトハイムは、ヤコブソンが立候補を断念したのために、ソ連の支援も期待していた。ヴァルトハイムに敵がいないこと、敵を作るようなことをしないことが彼の「最大の資産」かつ「最大の負債」であり、アメリカはヴァルトハイムに気乗りがしなかった。
ダークホース的な存在だったのが、スウェーデンのグンナル・ヤリングである。スカンジナビアの候補としてヤコブソンがスウェーデンからの推薦を受けたが、ソ連はスカンジナビアの代替候補としてヤリングの名前を出した。
チリのフェリペ・ヘレーラは、選挙戦終盤になってラテンアメリカ諸国が一致団結して支持を集めた。ヘレーラは左派のアジェンデ政権の推薦を受けていたが、アルゼンチン軍事政権までもがラテンアメリカの候補者としてヘレーラへの支持を表明した。ヘレーラは米州開発銀行の元総裁で、「開発主義者」としてラテンアメリカでは高い評価を得ていた。しかし、アメリカはアジェンデ政権が指名する候補者には反対し、ヘレーラは「お粗末な経営者」と感じていた。10月20日、アメリカはラテンアメリカ諸国の大使に対し、アメリカはヘレーラを支持できないことを「深い信頼のもとに」自国政府に伝えるよう指示した。11月5日、アメリカのジョージ・H・W・ブッシュ大使はヘレーラと会い、アメリカは支持しないと伝えた。

### 常任理事国による協議
それまでの事務総長の選出は、米ソ両大国がコントロールしていた。しかし、今回の選出では、国連における中国の議席の状況が不透明であったため、複雑な状況になっていた。1970年11月20日、国連総会の多数派は、中華民国を国連から追放し、中華人民共和国に置き換えることを決議した。この投票は発効に必要な3分の2には達しなかったが、共産党政府の支持者は1971年の勝利を確信していた。1971年10月25日、総会の3分の2が国民党政府の国連からの追放を決議した（アルバニア決議）。中国の拒否権は、米ソのどちらにも属さない第三世界の共産党政府（中華人民共和国）の手に委ねられることとなった。
アメリカとソ連は、中国の立場を見極めるために、事務総長職についての議論を避けていた。選挙戦の初期から、マックス・ヤコブソンは、中華人民共和国に受け入れられる唯一の候補者であることをアピールしていた。中国側は、事務総長の選出については公には触れなかった。しかし、他の常任理事国に対しては、ヘレーラとヤコブソンが最有力候補であることを明らかにしていた。
12月6日、常任理事国はようやく事務総長選出のための会議を開始した。ウ・タントが退任の強い決意を表明したにもかかわらず、ソ連は12月3日に勃発した第三次印パ戦争に対処するため、少なくとも数か月間はウ・タントを起用したいと表明した。ウ・タントは出血性潰瘍により病院で治療を受けていたが、ソ連のヤコフ・マリク大使は、ウ・タントに「宇宙飛行士になれるほどの100%の健康状態」になることは期待しておらず、2週間程度休暇を取れば十分だろうと述べた。アメリカとイギリスの大使は、ウ・タントの退任を認めるべきだと主張し、アメリカのウィリアム・P・ロジャース国務長官は、投票用紙にウ・タントの名前が載っていたら拒否権を行使するようブッシュ大使に指示した。

## 投票

### 第1ラウンド
12月17日、安全保障理事会が非公開で開催され、事務総長の選出に関する投票が行われた。投票は無記名で行われ、常任理事国は赤い投票用紙、非常任理事国は白い投票用紙で投票した。この11か月間の選挙戦ではヤコブソンが最有力候補とされていたが、過半数の9票を獲得したのはヴァルトハイムだけだった。しかし、ヴァルトハイムに対しては中国とイギリスが拒否権を行使した:411。チリのヘレーラは、中国とソ連の強い要請により第2ラウンドに残された。スウェーデンのヤリング以外の全ての候補者に対して拒否権が行使された。

### 第2ラウンド
12月20日の第2ラウンドでは、ヴァルトハイムが11票で引き続きリードしていたが、中国が拒否権を行使した。カルロス・オルティス・デ・ロサスは10票を獲得したが、ソ連が拒否権を行使した。ヤコブソンは9票を獲得したが、ソ連に拒否権を行使された。ヤリングは7票しか獲得できず、しかも中国ともう1か国から拒否権を行使された。全ての候補者が1か国以上からの拒否権を行使され、4か国から拒否権を行使された候補者もいた。外交官たちは、第3ラウンドでも拒否権争いが続くと予想していた。

### 第3ラウンド
12月21日、米英両国の代表団は、当日の投票でクルト・ヴァルトハイムが選ばれるのを阻止するよう政府から指示を受けた。両国は12月20日にヴァルトハイムに賛成票を投じていたため、中国が再びヴァルトハイムに拒否権を行使することが「合理的に確実」であれば、棄権することにした。アメリカのジョージ・H・W・ブッシュ大使は、イギリスのコリン・クロウ大使に中国との対話を依頼したが、クロウは「疑惑を招くだけだ」と考えていた。その代わりに、ノルウェーとフィンランドの大使に中国がどう投票するかを尋ね、中国はウォルトハイムに再び拒否権を行使するだろうとの確証を得た。ブッシュはヤコブソンにも話を聞き、ヤコブソンは中国は最後までヴァルトハイムに拒否権を行使するだろうと言った。
第3ラウンドでは、カルロス・オルティス・デ・ロサスが12票で首位となったが、ソ連が拒否権を発動した。ヴァルトハイムは11票で2位だったが、どの国も拒否権を行使しなかった。米英が拒否権を発動することを期待していた中国は、第3ラウンドのヴァルトハイムへの投票を棄権した。その結果、クルト・ヴァルトハイムは1972年1月1日からの任期で次期国連事務総長に選ばれた。

### 投票結果
| 候補者                               | 12月17日    | 12月17日    | 12月17日    | 12月17日                          |
| 候補者                               | 第1ラウンド | 第1ラウンド | 第1ラウンド | 第1ラウンド                       |
| 候補者                               | 賛成        | 反対        | 棄権        | 拒否権                            |
| ------------------------------------ | ----------- | ----------- | ----------- | --------------------------------- |
| サドルッディーン・アーガー・ハーン   | 3           |             |             | あり                              |
| ハミルトン・シャーリー・アメラシンゲ | 5           |             |             | あり                              |
| フェリペ・ヘレーラ                   | 7           | 4           | 4           | アメリカ合衆国の旗                |
| グンナル・ヤリング                   | 7           | 5           | 3           | なし                              |
| マックス・ヤコブソン                 | 8           | 5           | 2           | あり                              |
| エンダルカチュー・マコンネン         | 4           |             |             | あり                              |
| クルト・ヴァルトハイム               | 10          | 3           | 2           | 中華人民共和国の旗 · イギリスの旗 |

| 候補者                               | 12月20日    | 12月20日    | 12月20日    | 12月20日           | 12月21日     | 12月21日     | 12月21日     | 12月21日         |
| 候補者                               | 第2ラウンド | 第2ラウンド | 第2ラウンド | 第2ラウンド        | 第3ラウンド  | 第3ラウンド  | 第3ラウンド  | 第3ラウンド      |
| 候補者                               | 賛成        | 反対        | 棄権        | 拒否権             | 賛成         | 反対         | 棄権         | 拒否権           |
| ------------------------------------ | ----------- | ----------- | ----------- | ------------------ | ------------ | ------------ | ------------ | ---------------- |
| ハミルトン・シャーリー・アメラシンゲ | 4           | 6           | 5           | あり               | 投票から除外 | 投票から除外 | 投票から除外 | 投票から除外     |
| イスフ・サイドウ＝ジェルマコイ       | 5           | 8           | 2           | あり               | 投票から除外 | 投票から除外 | 投票から除外 | 投票から除外     |
| フェリペ・ヘレーラ                   | 7           | 6           | 2           | あり               |              |              |              |                  |
| グンナル・ヤリング                   | 7           | 4           | 4           | あり（1つは）      |              |              |              |                  |
| マックス・ヤコブソン                 | 9           | 5           | 1           | ソビエト連邦の旗   | 9            | 5            | 1            | ソビエト連邦の旗 |
| カルロス・オルティス・デ・ロサス     | 10          | 3           | 2           | ソビエト連邦の旗   | 12           | 3            | 0            | ソビエト連邦の旗 |
| アブドゥル・マジド・ラーメナ         | 3           | 8           | 4           | あり               | 投票から除外 | 投票から除外 | 投票から除外 | 投票から除外     |
| シュリダス・ランファル               | 3           | 7           | 5           | あり               | 投票から除外 | 投票から除外 | 投票から除外 | 投票から除外     |
| ガブリエル・バルデス                 | 7           | 5           | 3           | あり               |              |              |              |                  |
| クルト・ヴァルトハイム               | 11          | 2           | 2           | 中華人民共和国の旗 | 11           | 1            | 3            | なし             |

## 評価
オーストリアによるヴァルトハイムの選挙戦は、「真剣に受け止めるには十分な才能と意欲がないとみなされていた」にもかかわらず、成功を収めた。フランスのジャック・コシュースコ＝モリゼ大使は、「異論のない候補者がいれば良いというものではない。事務総長の候補者は、自分に有利な何かを持っていなければならない」と語った。イギリスのコリン・クロウ大使は、ヴァルトハイムが「異論がない」とまでは言えないと述べた。しかし、ヴァルトハイムは野党のオーストリア国民党所属であるにもかかわらず、ブルーノ・クライスキー率いるオーストリア社会民主党政権から強い外交的バックアップを受けていた。ヴァルトハイムは、ソ連からも好意を持たれていた。ヴァルトハイムの自宅での夕食会の際、ソ連のヤコフ・マリク大使が「あなたの願いがすべて叶いますように」と乾杯の音頭をとったという。
フィンランドのマックス・ヤコブソン候補の選挙戦は、多くの失敗に見舞われた。フィンランドは他の北欧諸国の支援を求めたが、スウェーデンの外交官グンナル・ヤリングも指名され、第1ラウンドで唯一どの国からも拒否権を行使されなかった。ヤコブソンはユダヤ人であるためアラブ諸国から反対されたが、ヤリングは国連中東特別代表としてイスラエルのシナイ撤退を実現しようとした実績があった。また、ヤコブソンはフィンランドの中立性を主張したためソ連の反対を受けたが、ヤリングは駐ソ大使を務めていた。フィンランドはスウェーデンにヤリングを辞退させるように圧力をかけたが、スウェーデンの中立性から、超大国の一つが支援する候補者を辞退させることは困難だった。
ヴァルトハイムが選出されたのは、アメリカとイギリスの代表団の誤算によるものだった。12月20日、アメリカのジョージ・H・W・ブッシュ大使はヴァルトハイムに対する中国の立場について、2つの矛盾した情報を得た。フィンランドとノルウェーの代表団は、中国は「ヴァルトハイムに最後まで拒否権を行使する」と主張した。しかし、オーストリアとイタリアの代表団は、中国は自分たちが選んだ候補者が勝てなければ拒否権を放棄すると主張していた。ブッシュ大使は、ノルウェーのオーレ・オルゴール大使が「中華人民共和国の立場を最も正確に予測していることを証明した」と感じていた。翌日、アメリカとイギリスはこの考えに基づいて、ヴァルトハイムに対する拒否権を行使せずに棄権したが、実際には中国も棄権したのであった。
クルト・ヴァルトハイムの勝利の後、イギリスとイタリアの代表団は、フィンランドの「自信過剰」が「自国の支持者とされる国の立場に関する不正確なフィンランドの声明」につながったと批判した。フィンランドは、中国の立場を読み違えただけでなく、ソ連はヤコブソンに拒否権を行使しない、スウェーデンはヤリングを辞退させると主張していた。また、フィンランドはソ連が自国の候補者に拒否権を行使しないと主張し、アメリカとイギリスがヴァルトハイムに拒否権を行使しなかったことで「失望させられた」と述べた。第1ラウンドでヤコブソンに拒否権を行使したとしてフィンランドがフランスを非難したことについて、フランスは「激怒」した。実際にはフランスは棄権していた。